# Searching for Sugar Man
Searching for Sugar Man er en svensk-britisk dokumentarfilm fra 2012, instrueret af Malik Bendjelloul. Filmen handler om den amerikanske musiker Sixto Rodriguez.
Ved Oscaruddelingen i 2013 blev filmen tildelt en Oscar for bedste dokumentarfilm.

## Handling
Filmen handler om Sixto Diaz Rodriguez, der havde en kort musikkarriere i USA i slutningen af 1960'erne, hvorefter man glemte alt om Rodriguez og der opstod rygter om at han havde begået selvmord på scenen efter en mislykket koncert i begyndelsen af 1970'erne. I Sydafrika levede hans musik og han blev en superstjerne og en vigtig stemme for den hvide apartheids modstand. Første halvdel af filmen handler om to sydafrikanske fans og deres søgen efter sandheden om Rodriguez.

## Udmærkelser
Searching for Sugar Man har vundet 41 priser blandt andet:
- Oscar for bedste dokumentar i 2013
- BAFTA for bedste dokumentarfilm på British Academy's Film Award
- DGA Award for bedste dokumentarfilm på The Directors Guild of America Awards
- WGA Award for bedste dokumentarfilm på The Writers Guild of America Awards
- PGA Award for bedste dokumentarfilm på The Producers Guild of America Awards
- ACE Eddie Award for bedste dokumentarfilm på The American Cinema Editors Awards